# Von Ahnska (склад)
Von Ahnska — портовий склад, який розташований на вулиці Сторгатан в Умео, Швеція. Склад був спочатку дерев'яним, побудований підполковником Людвігом Августом фон Хеденбергом в 1887 році. Будівля пережила велику пожежу 1888 року. У тому ж році купець Йоганн Віктор фон Ан купив будівлю, яку він розвинув до річки Умеельвен.
В даний час будівля перебуває у власності Умеа Енергі, штаб-квартира якої розташована між Von Ahnska і Гамла банкхусетом. З 1980 року будівля введений в список будівель під охороною.